# Shorty Templeman
 Shorty Templeman  és un pilot estatunidenc de curses automobilístiques nascut el 12 d'agost del 1919 a Pueblo, Califòrnia.
Shorty Templeman va córrer a la Champ Car a les temporades 1954-1962 incloent-hi la cursa de les 500 milles d'Indianapolis dels anys 1955, 1958 i 1960-62.
Templeman va morir el 24 d'agost del 1962 a Marion, Ohio.

## Resultats a la Indy 500
| Any    | Cotxe  | Sortida | Vel. mitja | Ranking | Final  | Voltes | V. líder | Retirat    |
| ------ | ------ | ------- | ---------- | ------- | ------ | ------ | -------- | ---------- |
| 1955   | 81     | 31      | 135.014    | 31      | 18     | 142    | 0        | Calat      |
| 1958   | 83     | 23      | 142.817    | 21      | 19     | 116    | 0        | Frens      |
| 1960   | 26     | 19      | 143.856    | 17      | 17     | 191    | 0        | a 9 voltes |
| 1961   | 7      | 18      | 144.341    | 27      | 4      | 200    | 0        | Va acabar  |
| 1962   | 4      | 6       | 149.050    | 6       | 11     | 200    | 0        | Va acabar  |
| Totals | Totals | Totals  | Totals     | Totals  | Totals | 849    | 0        |            |

| Curses       | 5 |
| Poles        | 0 |
| Voltes líder | 0 |
| Victòries    | 0 |
| Top 5        | 1 |
| Top 10       | 1 |
| Retirades    | 2 |

## A la F1
El Gran Premi d'Indianapolis 500 va formar part del calendari del campionat del món de la Fórmula 1 entre les temporades 1950 a la 1960.
Els pilots que competien a la Indy durant aquests anys també eren comptabilitzats pel campionat de la F1.
Shorty Templeman va participar en 3 curses de F1, debutant al Gran Premi d'Indianapolis 500 del 1955.

### Palmarès a la F1
- Participacions: 3
- Poles: 0
- Voltes Ràpides: 0
- Victòries: 0
- Podiums: 0
- Punts vàlids per la F1: 0